# Швајцарско савезно веће
Савезно веће је колективно председништво и влада швајцарске државе. 
Веће има 7 чланова (министара) на челу појединих ресора. Чланове Савезног већа бира Савезна скупштина Швајцарске а њихов мандат је ограничен на 4 године. Нема ограничења реизбора, тако да су поједини чланови на својим функцијама и по неколико десетина година, што је у пракси довело до пораста угледа овог органа захваљујући ауторитету његових чланова. 
Председник и потпредседник Савезног већа се бирају из редова чланова Савезног већа, а мандат им траје само годину дана, после чега потпредседник преузима председничку функцију, а бира се нови поптредседник. Иако председник Савезног већа представља државу према иностранству и генерално се сматра истовремено и председником и премијером Швајцарске, он је у ствари само primus inter pares (први међу једнакима) у односу на остале чланове Савезног већа. 
Савезно веће је по уставу помоћни орган Савезне скупштине који обавља извршне послове по инструкцијама и у областима надлежности Скупштине - али у је пракси стекло такав ауторитет да је у стању да утиче и на одлуке Савезне скупштине.

## Чланови Савезног већа
Актуелни (2020) чланови Савезног већа су, по редоследу ступања на функцију од најстаријег ка најмлађем:
| Члан | Члан                   | Члан | Од                | Странка | Кантон      | Положај                                                                                     |
| ---- | ---------------------- | ---- | ----------------- | ------- | ----------- | ------------------------------------------------------------------------------------------- |
|      | Беат Јанс              |      | 1. јануара 2024.  | SP      | Фрибур      | Задужен за Савезни министарство унутрашњих послова                                          |
|      | Ги Пармелен            |      | 1. јануара 2016.  | SVP     | Во          | Потпредседник за 2025. Задужен за Савезно министарство економије, образовања и истраживања  |
|      | Ињацио Касис           |      | 1. новембра 2017. | FDP     | Тичино      | Задужен за Савезно министарство спољних послова                                             |
|      | Виола Амерд            |      | 1. јануара 2019.  | CVP     | Вале        | Задужена за Савезно министарство одбране, грађанске заштите и спортова                      |
|      | Карин Келер-Зутер      |      | 1. јануара 2020.  | FDP     | Санкт Гален | Председник за 2025. Задужен за савезно министарство финансија                               |
|      | Алберт Рости           |      | 1. јануара 2023.  | SVP     | Берн        | Задужена за Савезни министарство животне средине, транспорта, енергетике и телекомуникација |
|      | Елизабет Бауме-Шнеидер |      | 1. јануара 2023.  | SP      | Јура        | Задужена за Савезно министарство правде и полиције                                          |